# Georg L. Samuelsen
Georg Lindenskov Samuelsen (født 8. januar 1910 i Tórshavn, død 17. februar 1997 i Tórshavn) var en færøsk redaktør.
Han var redaktør i Dimmalætting 1936–1981, altså fra han var 26 år gammel og frem til han blev pensionist. Fra 1945 var han også færøsk specialkorrespondent for Berlingske Tidende. Han var endvidere medstifter af Nødstedte Fiskeres Hjælpefond i 1936 (hvor han var bestyrelsesformand fra 1953), medlem af Færøernes Ulykkesforsikringsråd 1954–1964 og fra 1968, formand i Útvarpsnevndin (radiorådet for Útvarp Føroya) 1959–1954 og fra 1968, og var bestyrelsesmedlem i teateret Sjónleikarhúsið i Tórshavn 1952–1967.
Samuelsen var desuden aktiv i Havnar Sjónleikarfelag, og medvirkede i en række hørespil hos Útvarp Føroya gennem årene. Han oversatte også mange hørespil til færøsk.
Han blev æresmedlem af Sambandsflokkurin i 1970.
Han var søn af Andrass Samuelsen, bror til Trygvi Samuelsen, og far til politikeren Lisbeth L. Petersen og journalisten Beate L. Samuelsen.